# シャリンヒトデ
シャリンヒトデ（車輪海星、sea daisies）は深海に棲む棘皮動物の一群である。骨板や管足が体の周縁に沿って環状に配置されていることからこの名が付いた。分類上はおおよそ綱もしくは目レベルの扱いを受ける。1986年に最初に報告され、2008年までに Xyloplax 1属の3種が記載されている。 

## 特徴
シャリンヒトデは平らな円盤状の体制で、いずれの種も直径 3cm 以下である。体の周囲には放射状の縁棘（marginal spine）を持つ。典型的には2系統の水管系、外側環状水管と囲口環状水管を持ち、他の棘皮動物に見られるような放射状水管を欠く。体の周囲には外側環状水管と連結した管足がリング状に配列する。腕は無いが、体の下部（口側）に5区画に分割された歩帯を持つ。胃は失われているか退化的である。タイプ種であるウミヒナギク（Xyloplax medusiformis）は消化器が無く、口側の薄膜を介して吸収栄養を行っていると考えられている。X. turnerae は嚢状の胃を持っており、中からはデトリタスや有孔虫などが発見されている。X. medusiformis の記載当初は胃を持たないことが属の分類形質であったが、X. turnerae の発見と記載に伴い修正された。

## 生殖・発生
雌雄異体。雄個体には生殖器様の突起がある。ウミヒナギクでは生殖巣の内部である程度胚発生が進むことが報告されている。ビピンナリア幼生やブラキオラリア幼生のような浮遊性幼生の存在は知られていない。

## 分布
シャリンヒトデは3ヶ所から見付かっている。ニュージーランド沖の深海、バハマ沖、そして最近発見された場所が北太平洋である。最初にシャリンヒトデが採集されたのは水深 1000-2066m に沈んだ朽木からであった。前述の通り、詳しい食性などは分かっていない。種としてはわずか3種が報告されているに過ぎないが、100近い個体がバハマ近海から採集され、そして北太平洋からもある程度の数の個体が水揚げされている。

## 分類
1986年にシャリンヒトデが発見されて以来、棘皮動物門内における分類学的位置には議論が続いてきた。発見当初はシャリンヒトデ綱（Concentricycloidea）として新綱が設立されたが、ヒトデ綱やクモヒトデ綱との類縁性は明瞭でなかった。2006年に3種目のシャリンヒトデが発見された際に分類が再検討され、Mah 2006 ではヒトデ綱下位の Neoasteroidea 亜綱 の姉妹群として位置付けられている。他にも亜綱（下綱）レベルで他のヒトデと分割せず、ヒトデ綱ニチリンヒトデ目（Eugnathida）の下位群として扱われる場合もある。以下に分類の例を示す。
- 棘皮動物門 Echinodermata
  - ヒトデ綱 Asteroidea
    - Neoasteroidea 亜綱
    - シャリンヒトデ下綱 Concentricycloidea
      - シャリンヒトデ目 Peripodida
        - Xyloplacidae 科
          - Xyloplax 属
            - Xyloplax medusiformis [1] ウミヒナギク
            - Xyloplax turnerae [2] （和名なし）
            - Xyloplax janetae [3] （和名なし）